# Matrixeffekt
Der Matrixeffekt (von lat. mater = Mutter) bezeichnet in der analytischen Chemie die Gesamtheit aller Einflüsse auf die Messung des Analyten, die durch weitere Probenbestandteile (der Matrix) herrührt. Wurde eine spezifische Komponente als Ursache für die Störung während der Messung identifiziert, spricht man von Interferenz. Um Matrixeffekte zu kompensieren, kann man die Messung mittels Standard-Additionsverfahren kalibrieren.